# Wstań.BG
Wstań.BG (bułg. Изправи се.БГ, trl. Izpravi se.BG) – bułgarskie ugrupowanie polityczne o charakterze proeuropejskim i antyelitarnym, popierające demokrację bezpośrednią i demokrację elektroniczną, założone 6 grudnia 2019 przez Maję Manołową, reprezentowane w Zgromadzeniu Narodowym 45. i 46. kadencji.

## Historia
3 września 2019 Maja Manołowa zrezygnowała z funkcji Rzecznika Praw Obywatelskich Republiki Bułgarii, aby kandydować na stanowisko burmistrzyni Sofii. 6 grudnia 2019 założyła ona ruch polityczny Wstań.BG. 23 maja 2020 ugrupowanie zorganizowało protest przed siedzibą bułgarskiego rządu, domagając się dymisji Rady Ministrów. Tego samego dnia Manołowa ogłosiła, że założone przez nią ugrupowanie wystartuje w wyborach parlamentarnych w 2021 roku. Przedstawiciele ugrupowania aktywnie brali udział w antyrządowych protestach.
Przedstawiciele Wstań.BG wystartowali w wyborach parlamentarnych w kwietniu 2021 roku z list formacji Wyprostuj się, Precz z Mafią, w skład której weszły ponadto Ruch 21, Volt, ruchu „Bułgaria na rzecz Obywateli”, Zjednoczonej Partii Ludowej, Ruchu na rzecz Jedności Narodowej i Zbawienia oraz Narodowego Związku Rolnictwa. Koalicja zdobyła 150 940 (4,65%) głosów ważnych i wprowadziła 14 posłów do Zgromadzenia Narodowego. W wyborach parlamentarnych w lipcu tego samego roku partia ponownie wystartowała z list formacji Wyprostuj się, Precz z Mafią i zdobywając 4,95% głosów ważnych wprowadziła 13 posłów do Zgromadzenia Narodowego. W wyborach parlamentarnych w listopadzie tego samego roku ugrupowanie po raz kolejny startowało z list koalicji, tym razem noszącej nazwę „Wstań.BG! My idziemy!”. Koalicja zdobyła 2,29% głosów i nie przekroczyła czteroprocentowego progu wyborczego.